# Frank Jurić
Frank Jurić (Melbourne, 28 oktober 1973) is een voormalig Australisch voetballer die speelde als doelman. Hij speelde onder meer in Duitsland, en beëindigde zijn actieve loopbaan in 2009 in eigen land bij Perth Glory.

## Interlandcarrière
Jurić speelde in totaal twee officiële interlands voor het Australisch voetbalelftal. Onder leiding van de Schotse bondscoach Eddie Thomson maakte hij zijn debuut voor de Socceroos op 10 november 1995 in de vriendschappelijke interland tegen Nieuw-Zeeland (0-0). Een jaar later nam hij met zijn vaderland deel aan de Olympische Spelen in Atlanta, Verenigde Staten, waar Australië niet verder kwam dan de eerste ronde.